# Hot Springs (Arkansas)
Hot Springs – miasto w stanie Arkansas, stolica hrabstwa Garland i główne miasto obszaru metropolitalnego Hot Springs w Stanach Zjednoczonych, w którym w 2010 roku mieszkało 96 024 osób. Według spisu ludności z 2010 roku liczba ludności miasta wynosiła 35 193.
Hot Springs jest znany z naturalnych gorących źródeł, od których pochodzi jego nazwa. Wypływająca woda ma temperaturę 64 °C. Park Narodowy Hot Springs jest najstarszym obszarem chronionym w Stanach Zjednoczonych. Z tego względu jako pierwszy w kwietniu 2010 roku został uczczony ćwierćdolarówką w serii Piękna Ameryka. Słynne źródła przyciągają wielu turystów, co sprawia, że miasto jest bardzo popularnym uzdrowiskiem. Miasto jest znane z tego, że prezydent Stanów Zjednoczonych Bill Clinton spędził w nim swoje dzieciństwo.

## Media
Serwis internetowy jest dostępny pod adresem www.HotSpringsDaily.com. Zawiera krótkie informacje o aktualnych wydarzeniach mieście.
W okolicy siedem radiostacji AM oraz piętnaście radiostacji FM transmituje swoje audycje. Ponadto w mieście jest dostępnych większość stacji nadających z Little Rock.
Istnieje strona społeczności i strona opisująca sztukę w rejonie Hot Springs.

## Miasta partnerskie
- Hanamaki, Japonia (od 1993)

## Interesujące miejsca

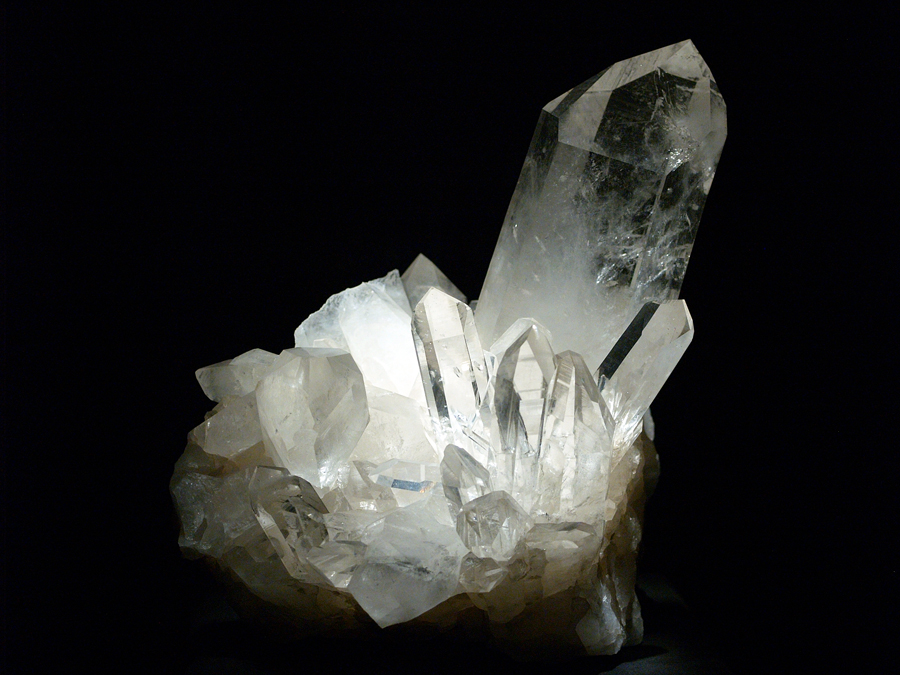
Kryształ kwarcu górskiego z Hot Springs, na wystawie w Houston Museum of Natural Science

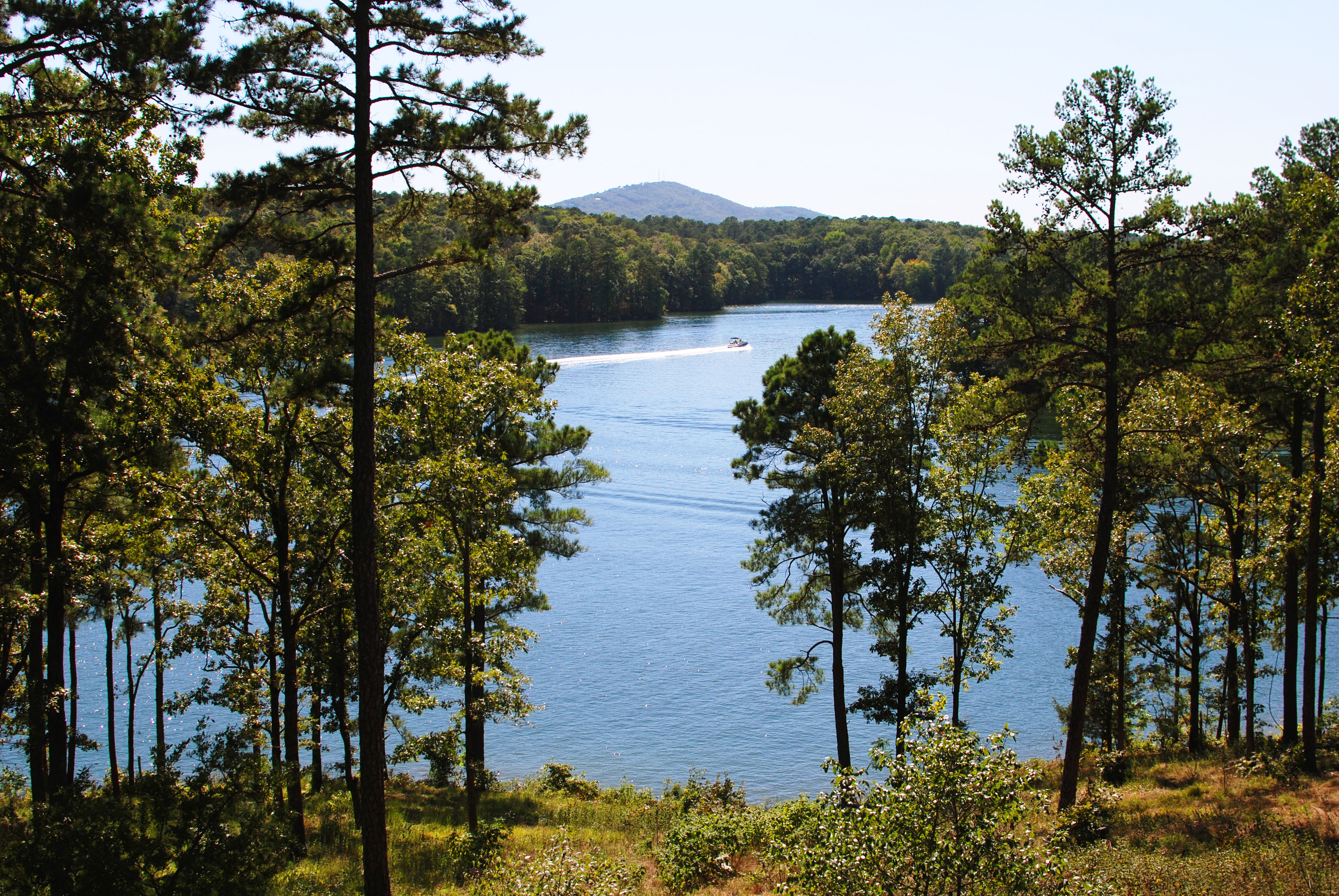
Jezioro Hamilton widziane z Garvan Woodland Gardens.

- Arkansas Alligator Farm and Petting Zoo
- Garvan Woodland Gardens
- Hot Springs Mountain Tower
- Park Narodowy Hot Springs
- Magic Springs and Crystal Falls
- Mid-America Science Museum
- Oaklawn Park
- Mount Ida kopalnie kryształu